# Argnidae
Argnidae — семейство брюхоногих моллюсков. В семействе описано около 30 видов, живущих на земле. Окаменелые останки датируются миоценом.

## Распространение
Распространены эти улитки в Европе; на юге и востоке Альп и в Карпатах.

## Систематика
В составе семейства:
- Agardhiella Hesse, 1923
- Argna Cossmann, 1889 typus
- Speleodentorcula Gittenberger, 1985